# Republik Zakopane

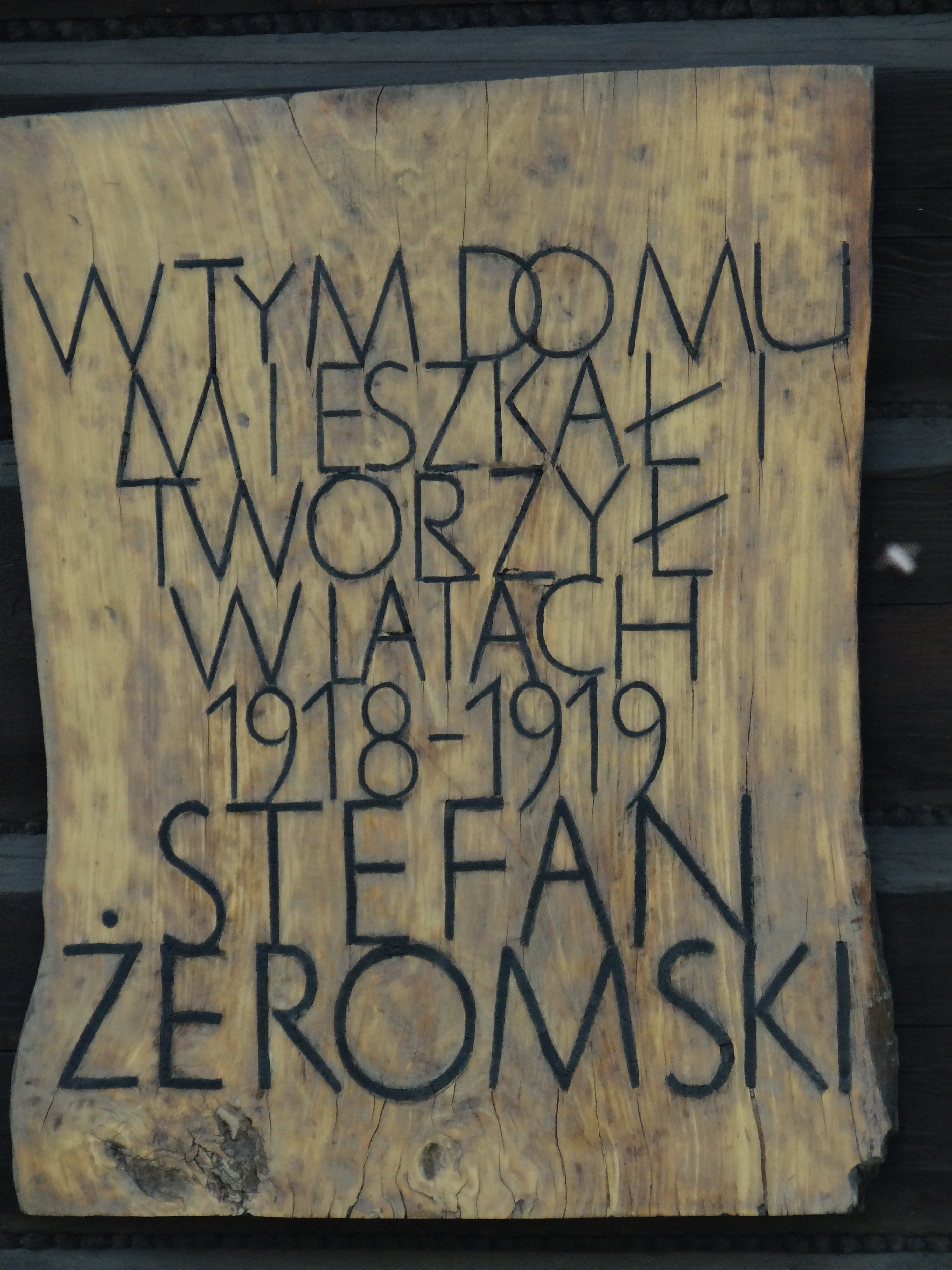
Gedenktafel Stefan Żeromski

Die Republik Zakopane (polnisch Rzeczpospolita Zakopiańska) war ein kurzlebiger polnischer Stadtstaat mit der Hauptstadt Zakopane, der am Ende des Ersten Weltkriegs am Fuße der Tatra entstand.

## Geschichte
Am 13. Oktober 1918 rief der Gemeindevorsteher Wincenty Regieć die Gemeindevertretung von Zakopane zusammen. Die ca. 500 Vertreter wählten Stefan Żeromski zu ihrem Präsidenten sowie Władysław Zamoyski, Wincenty Szymborski und Mariusz Zaruski in den Regierungsrat. Die Vertretung fasste den Beschluss, die Republik Zakopane auszurufen, die einem zukünftigen polnischen Staat beitreten sollte.
Nachdem am 28. Oktober 1918 die Liquidationskommission in Krakau gegründet wurde, erklärte sich die Republik Zakopane am 30. Oktober 1918 für unabhängig von Österreich-Ungarn und in Zakopane stationierte Einheiten der k. u. k. Monarchie wurden von den Bürgern Zakopanes entwaffnet. Am 16. November 1918 erklärte sich die Republik Zakopane für aufgelöst und trat der am 11. November 1918 gegründeten Zweiten Polnischen Republik bei.

## Präsidenten
- Stefan Żeromski